# エードライ・オーストリア・トップ40
エードライ・オーストリア・トップ40（独: Ö3 Austria Top 40）はオーストリアの公式シングル・チャート。これはこのチャートを発表する、毎週金曜日に Hitradio Ö3 で放送されるラジオ番組のタイトルでもある。ラジオ番組では、オーストリアでのシングル、着メロ、ダウンロードに関するチャートが発表される。この番組は1968年11月26日に "Disc Parade" という名で、Ernst Grissemann がパーソナリティとなって始まった。
週間トップは Musikmarkt と Go TV でも発表される。

## 発表されるチャート
現在では、以下の 4 つのチャートが発表される。
- Ö3 Austria Top 40 Singles - 実際は上位75位まで発表
- Ö3 Austria Top 40 Longplay (Albums) - 実際は上位75位まで発表
- Ö3 Austria Top 20 Compilation - 複数アーティストによるアルバム
- Ö3 Austria Top 10 DVD

charts.orf.at と austriancharts.at で発表されるオンライン版も上位75位を発表し、販売店やメディアでは "Ö3 Austria Top 75" と呼ばれるが、charts.orf.at では "Ö3 Austria Top 40" と題されている。放送版では上位40位だけが発表され、41位から75位までは「その他もろもろ」(bubbling under) とされる。

## 変遷
1968年から2007年にかけて、番組名（チャート名）とパーソナリティは次のように変わってきた。
| チャート名           | パーソナリティ                                               |
| -------------------- | ------------------------------------------------------------ |
| Disc Parade          | Ernst Grissemann, Rudi Klausnitzer                           |
| Die Großen 10 von Ö3 | Rudi Klausnitzer, Hans Leitinger                             |
| Pop Shop             | Hans Leitinger                                               |
| Hit wähl mit         | Hans Leitinger, Udo Huber                                    |
| Die Großen 10        | Udo Huber                                                    |
| Ö3 Top-30            | Udo Huber                                                    |
| Ö3 Austria Top 40    | Udo Huber, Martina Kaiser, Matthias Euler-Rolle, Gustav Götz |